# East Suffolk (dystrykt)
East Suffolk – dystrykt niemetropolitalny w hrabstwie Suffolk, w Anglii, z siedzibą administracyjną w Melton.
Utworzony został 1 kwietnia 2019 roku w wyniku połączenia dystryktów Suffolk Coastal i Waveney. Władze lokalne obu dystryktów prowadziły współpracę od 2008 roku, w ramach której m.in. posiadały wspólną kadrę pracowniczą, co pozwoliło na uzyskanie oszczędności na poziomie £2 mln rocznie.
Powierzchnia dystryktu wynosi 1261,2 km², liczba ludności 239 552 (2011).